# Artona octomaculata
Artona octomaculata  (лат.) — вид бабочек из семейства пестрянок. Распространён в Хабаровском и Приморском краях, в Японии, на Корейском полуострове и в Китае. Гусеницы развиваются на злаковых. Бабочек можно наблюдать с июня по июль. Размах крыльев 19—23 мм. Передние крылья с четырьмя беловато-жёлтыми пятнами.